# Trygve Hoff
Trygve Hoff, född 7 juli 1938, död 2 december 1987, är en låtskrivare från Norge. 
Hoff skrev 1986 "Det skal lyse en sol", som är den norskspråkiga texten till den ursprungliga svenskspråkiga sången Då lyser en sol från 1981 då den spelades in av Elisabeth Andreassen. Trygve Hoff fick Nordland fylkes kulturpris 1988 (postumt).

## Diskografi
Album
- 1979 - Kokfesk & Ballade
- 1980 - Fokti
- 1980 - Rækved og lørveblues
- 1983 - Dele med dæ
- 1985 - Midt i livet